# Апакидзе, Валентин Андреевич
Князь Апакидзе, Валентин Андреевич (1904—1969) — советский военный деятель, генерал-майор (1945).

## Биография
Происходит из грузинского княжеского рода Апакидзе. Родился в 1904 году в селе Пахулани в семье подполковника российской армии, князя Андрея Левановича Апакидзе. Два брата В. А. Апакидзе так же служили в армии. В 1914 году был определён в Воронежский кадетский корпус.

### Гражданская война
В 1918 году, в возрасте 14-ти лет, вступил в РККА, участвовал в Гражданской войне. В составе 103-го Богучарского стрелкового полка воевал на Южном фронте, был ранен в голову. После выздоровления учился на курсах красных командиров в Орле, по окончании назначен командиром взвода запасного полка в Кременчуге, затем направлен в отряд при особом отделе 6-й армии (Херсон), участвовал в боях на Донском фронте, затем служил в Фергане, в составе Туркестанского фронта в 1921—1922 годах участвовал в боях с басмачами. Всего за время Гражданской войны был ранен дважды.

### Между войнами
После окончания Гражданской войны служил в Туле, затем в Тбилиси. В 1928 году окончил Тифлисскую военно-пехотную школу и был направлен на службу в 57-й полк 19-й стрелковой дивизии. В полку он занимал должности командира взвода, роты, помощника начальника штаба полка, начальника полковой школы, командира батальона. В декабре 1939 года был направлен на службу в 524-й стрелковый полк 112-й стрелковой дивизии, на Урал. 13 июня 1941 года 112-я стрелковая дивизия начала передислокацию в Западный Особый военный округ и вошла в состав Второго Стратегического эшелона РККА. Эшелоны дивизии прибывали на ж/д станцию Дретунь (северо-восточнее г. Полоцк) 17—22 июня 1941 года, последние эшелоны разгружались уже под бомбежкой врага.

### Великая Отечественная война
С началом Великой Отечественной войны, командуя 524-м стрелковым полком 112-й стрелковой дивизии, принял участие в кровопролитных оборонительных боях первых месяцев войны.

В конце июня - начале июля 1941 года 112-я стрелковая дивизия в составе 51-го стрелкового корпуса 22-й армии Западного фронта стойко оборонялась на рубеже по реке Западная Двина от г. Краслава до г. Дрисса.
С 15 июля 112-я стрелковая дивизия сражалась в окружении, в ночь на 19 июля части дивизии пошли на прорыв, остаткам 385-го и 524-го стрелковых полков удалось пробиться к свои частям. В этих боях В. А. Апакидзе был тяжело ранен. После излечения просился на строевую должность, но в 1942 году был назначен начальником отдела боевой подготовки Московского военного округа.
В июле 1942 года назначен начальником Подольского пехотного училища (на тот момент дислоцирующемся в Иваново), где прослужил шесть лет, до расформирования училища.

### После войны
В 1947 году поступил в Академию им. Фрунзе, в сентябре 1948 года назначен начальником военной кафедры Ростовского государственного университета, с мая 1950 года — начальник 2-го Ташкентского пехотного училища, с ноября 1952 по декабрь 1953 года — командир дивизии. В 1960 году уволен в отставку с должности заместителя начальника Управления боевой подготовки МВО.
Умер Валентин Андреевич Апакидзе в 1969 году.

## Семья
- жена – Апакидзе Клавдия Андреевна(1912–1981)
- сын – Апакидзе Валентин Валентинович (1931–2006) – полковник Советской армии, специалист по физической и строевой подготовке войск, автор ряда учебников.
- сын – Апакидзе Владимир Валентинович
- сын – Апакидзе Юрий Валентинович
- внук – Апакидзе Владимир Валентинович (1955 г.р.) – полковник Российской армии
- внук – Апакидзе Валерий Валентинович
- внук – Апакидзе Валентин Владимирович
- внук – Апакидзе Юрий Владимирович
- внук – Апакидзе Андрей Юрьевич
- правнук – Апакидзе Виталий Валерьевич
- правнучка – Апакидзе Виктория Валерьевна
- правнук – Апакидзе Валентин Валентинович
- правнучка – Апакидзе Людмила Валентиновна
- правнучка – Апакидзе Тамара Андреевна

## Звания
- полковник
- генерал-майор — 07.11.1945

## Награды
- Орден Ленина
- два Ордена Красного Знамени
- Орден Отечественной войны 1-й степени — 22.02.1944
- Медаль «XX лет РККА» — 1938
- другие медали